# Michael Bierhoff
Michael U. Bierhoff (* 21. Dezember 1958 in Iserlohn) ist ein deutscher Diplomat. Von 2022 bis 2024 war er Botschafter der Bundesrepublik Deutschland in Turkmenistan und leitete als solcher die Botschaft Aschgabat.

## Leben
Bierhoff wurde am 21. Dezember 1958 in Iserlohn geboren. Er erlangte im Jahr 1978 die allgemeine Hochschulreife und studierte im Anschluss Romanistik, Anglistik und Arabistik in Münster und Lyon. Im Jahr 1986 schloss er seine Studien erfolgreich ab.
Nach erfolgreicher Teilnahme am Auswahlverfahren des Auswärtigen Amts begann er im Jahr 1989 den Vorbereitungsdienst für den höheren Auswärtigen Dienst in Bonn. 1991 legte er die Laufbahnprüfung ab und wurde an die Botschaft Ankara, Türkei, versetzt. Im Jahr 1994 kehrte er in die Zentrale des Auswärtigen Amts nach Bonn zurück, wo er als Referent eingesetzt war. Es folgte von 1997 bis 2000 eine Verwendung in der Botschaft in Kiew, Ukraine, sowie von 2000 bis 2004 in der Botschaft Kairo, Ägypten.
Nach Rückkehr in die Zentrale des Auswärtigen Amts in Berlin wurde er von 2004 bis 2006 erneut als Referent eingesetzt. Von 2006 bis 2010 wurde ihm die stellvertretende Leitung eines Referats übertragen. Von 2010 bis 2013 fungierte Bierhoff als Ständiger Vertreter des Leiters der Botschaft Beirut, Libanon. In gleicher Funktion war er von 2013 bis 2015 in der Botschaft Doha, Katar, tätig.
Von 2015 bis 2020 war er mit der Leitung eines Referats in der Zentrale des Auswärtigen Amts beauftragt. Anschließend wurde er als Generalkonsul und Leiter des Generalkonsulats in Masar-e Scharif von 2020 bis 2021 nach Afghanistan versetzt. Nach Schließung der Vertretung wechselte Bierhoff von 2021 bis 2022 an die Botschaft Sarajewo in Bosnien und Herzegowina, wo er als Berater des Hohen Repräsentanten für Bosnien und Herzegowina (OHR) eingesetzt wurde.
Von August 2022 bis Sommer 2024 leitete Bierhoff die Botschaft Aschgabat.
Bierhoff ist verheiratet und hat zwei Kinder.